# كوري ويلسون
كوري ويلسون (بالإنجليزية: Corey Wilson)‏ هو سياسي أمريكي، ولد في 30 أبريل 1985 في ووترفيل في الولايات المتحدة. حزبياً، نشط في الحزب الجمهوري. وقد انتخب عضو مجلس نواب مين.